# 卡什提里亚什一世
卡什提里亚什一世（约公元前17世纪前期在位）（英語：Kashtiliashu I）加喜特国王。阿贡一世之子。首都泰尔卡，他与巴比伦国王阿比舒之间充满矛盾。